# USS Yankton
L'USS Yankton est une goélette achetée par l'United States Navy en 1898 afin d'augmenter ses effectifs dans le contexte de la guerre hispano-américaine. Elle participe ensuite au tour du monde de la Grande flotte blanche en tant que navire de ravitaillement, avant d'être revendue en 1920. Employée comme rum runner pendant quelques années, la goélette est finalement démolie en 1930.

## Histoire
La goélette Cleopatra est construite en 1898 à Leith en Écosse, par les chantiers Ramage & Ferguson. Elle deviendra par la suite le yacht de Sarah Bernhardt et est renommée Penelope.
En mai 1898, le navire est acquis par l'United States Navy, afin d'étoffer les effectifs dans le contexte de la guerre hispano-américaine ; il entre en service le 16 du mois sous le nom d'USS Yankton (d'après la ville du même nom) et quitte Norfolk pour les eaux cubaines le 18 juin. Il arrive au large de Santiago de Cuba le 25 et intègre le North Atlantic Squadron, alors aux ordres de l'amiral William T. Sampson. Il participe au blocus de la côte sud de Cuba et à l'identification de plusieurs navires ennemis durant la guerre, patrouillant au large des côtes cubaines. Après la signature de l'armistice le 12 août, le Yankton retourne aux États-Unis et croise vers Hampton Roads et les caps de Virginie jusqu'à début 1899.
La goélette participe ensuite à diverses patrouilles et cartographies dans les eaux cubaines, participant à la présence américaine durant l'occupation de l'île jusqu'en 1902. Dès lors, sa zone est étendue à Puerto Rico, et c'est en 1903 qu'elle rentre aux États-Unis, devenant alors le navire de ravitaillement de l'USS Franklin (en), alors navire de réception de la base navale de Norfolk. En 1905, elle est affectée au ravitaillement du navire amiral de l'Atlantic Fleet, l'USS Maine, puis cette affectation est étendue à la totalité de la flotte l'année suivante. De 1907 à 1909, le Yankton accompagne la Grande flotte blanche dans son tour du monde, participant notamment à l'aide aux victimes du séisme de 1908 à Messine.
Les années suivantes, le navire reste affecté à l'Atlantic Fleet, patrouillant au large de la côte Est des États-Unis. En 1917, les États-Unis entrent dans la Première Guerre mondiale et le yacht armé rejoint la Patrol Force, chargée de patrouiller les eaux américaines et d'escorter les convois dans l'Atlantique nord. En 1918, il rejoint Gibraltar et patrouille dans l'ouest de la Méditerranée. En mai, alors qu'il escorte un convoi en provenance de Tunis, le Yankton aperçoit l'Uboot U-38, qui réussit à endommager un navire italien, le SS Alberto Treves,  avant de plonger et de disparaître ; le navire endommagé réussit à rejoindre Marseille sans encombre. Après la fin de la guerre, en 1919, la goélette fait des aller-retours entre Mourmansk et Arkhangelsk, puis rentre aux États-Unis en 1920.
Le Yankton est retiré du service à New York le 27 février 1920 et y reste jusqu'à sa revente le 20 octobre 1921, retournant ainsi à la vie civile. Deux ans plus tard, il est saisi avec une cargaison de rhum illégale ; après un procès, le navire reprend une activité légale, avant d'être démoli à Boston en 1930.